# Bucculatrix rhombophora
Bucculatrix rhombophora är en fjärilsart som beskrevs av Edward Meyrick 1926. Bucculatrix rhombophora ingår i släktet Bucculatrix och familjen kronmalar. Inga underarter finns listade i Catalogue of Life.